# Sofia Aparício
Sofia Aparício (Perre, Viana do Castelo, 2 de Junho de 1970) é uma modelo e actriz portuguesa. Estudou no Colégio do Sagrado Coração de Maria de Lisboa.
Em 1987 venceu o Miss Wonderland e em 1992 foi escolhida como vencedora do "Look Of The Year", sendo considerada uma das primeiras top models portuguesas. Em 1994 entra na carreira televisiva, apresenta o programa "86-60-86" na RTP.
A estreia como actriz ocorreu em 1997 com a peça "A Dama das Camélias". No ano seguinte fez o papel de Manuela na série "Não há duas sem três" da RTP 1.
Hoje trabalha como relações públicas e dinamizadora de eventos.

## Filmografia

### Televisão
| Ano         | Projeto                         | Papel                     | Notas            | Canal |
| ----------- | ------------------------------- | ------------------------- | ---------------- | ----- |
| 1994        | Zero de Audiência               | Rapariga                  | Elenco Adicional | RTP1  |
| 1995        | A Mulher do Senhor Ministro     |                           | 2 episódios      | RTP1  |
| 1997        | Não Há Duas sem Três            | Manuela                   | 1 episódio       | RTP1  |
| 1998        | Médico de Família               | Tina                      | 1 episódio       | SIC   |
| 1998 - 1999 | Uma Casa em Fanicos             | Xana                      | Elenco Principal | RTP1  |
| 1999        | Débora                          | Sofia                     | Elenco Adicional | RTP1  |
| 2000        | A Senhora Ministra              | Vera                      | 1 episódio       | RTP1  |
| 2000 - 2001 | Super Pai                       | Mafalda                   | Elenco Principal | TVI   |
| 2002        | Um Estranho em Casa             | Laura                     | Elenco Principal | RTP1  |
| 2002        | Fúria de Viver                  | Cristina                  | Elenco Principal | SIC   |
| 2002 - 2003 | O Último Beijo                  | Vera                      | Elenco Adicional | TVI   |
| 2003        | Saber Amar                      | Laura                     | Elenco Adicional | TVI   |
| 2004        | Queridas Feras                  | Márcia                    | Elenco Adicional | TVI   |
| 2005        | Ninguém Como Tu                 | Margarida «Guida» Martins | Elenco Principal | TVI   |
| 2006 - 2008 | Aqui Não Há Quem Viva           | Beatriz «Bia» Vilar       | Elenco Principal | SIC   |
| 2007        | Vingança                        | Ermelinda Luz (Mimi)      | Elenco Principal | SIC   |
| 2008 - 2009 | Rebelde Way                     | Pipa Salazar              | Elenco Principal | SIC   |
| 2010        | Cidade Despida                  | Vanda Dinis               | Elenco Adicional | RTP1  |
| 2012        | A Família Mata                  | Senhora da Cadela         | Atriz Convidada  | SIC   |
| 2012        | O Que as Mulheres Querem        | Patrícia                  | Elenco Principal | TVI   |
| 2013        | Maternidade                     | Empregada do Supermercado | Elenco Adicional | RTP1  |
| 2013        | A Mãe do Senhor Ministro        | Sofia Aparício            | Elenco Adicional | RTP1  |
| 2014        | Os Nossos Dias                  | Simone                    | Elenco Adicional | RTP1  |
| 2014 - 2015 | Água de Mar                     | Maria Eduarda Cabral      | Elenco Principal | RTP1  |
| 2016 - 2017 | A Impostora                     | Adelaide Carla Pires      | Elenco Principal | TVI   |
| 2017        | Inspetor Max (3.ª temporada)    | Madalena                  | Atriz Convidada  | TVI   |
| 2017        | Ouro Verde                      | Marlene                   | Elenco Adicional | TVI   |
| 2018        | A Herdeira                      | Eva Molina                | Elenco Principal | TVI   |
| 2019 - 2020 | Prisioneira                     | Leila Maluf               | Elenco Principal | TVI   |
| 2020 - 2021 | Bem Me Quer                     | Madalena Quintela         | Elenco Principal | TVI   |
| 2021 - 2022 | Pôr do Sol                      | Cristina Chrysler         | Elenco Principal | RTP1  |
| 2023        | Morangos com Açúcar 10          | Mónica                    | Elenco Adicional | TVI   |
| 2025        | Os Batanetes - Especial 20 Anos | Olga Tolstoi              | Elenco Principal | TVI   |
| 2025        | Os Batanetes 2025               | Olga Tolstoi              | Elenco Principal | TVI   |

### Cinema
- 2021 - Pôr do Sol
- 2011 - O que as Mulheres Querem
- 2011 - E o Tempo Passa
- 2010 - Mistérios de Lisboa
- 2008 - O Contrato - Mónica, com direcção de Nicolau Breyner
- 2005 - Noite Branca - curta-metragem de Gil Ferreira
- 2003 - I'll see you in my dreams - Ana, curta-metragem de Miguel Ángel Vivas
- 2003 - A Filha - participação especial, filme de Solveig Nordlund
- 2002 - Rádio Relâmpago - Mariana Saavedra, com direcção de José Nascimento
- 1999 - Mal - participação especial, filme de Alberto Seixas Santos

## Teatro
- 2007/2008 -  O Bosque, exibido no Teatro Aberto - encenação de João Lope